# Contaminación producida por el tráfico

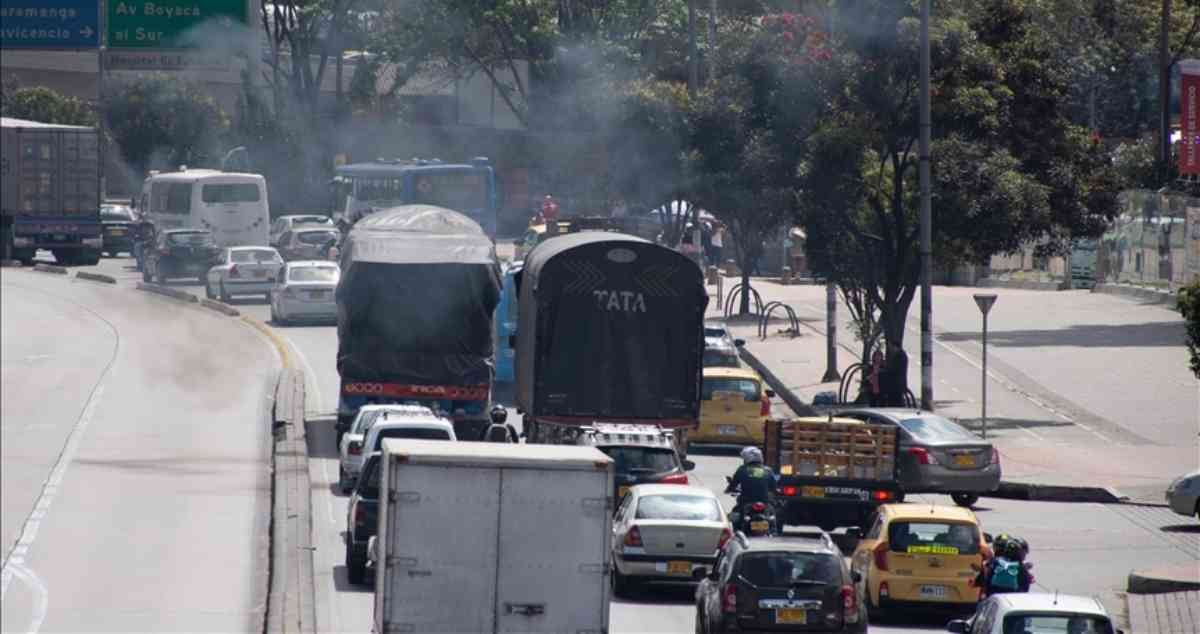

La contaminación producida por el tráfico, es aquella contaminación causada por la combustión de combustibles fósiles, especialmente gasoil y gasolina . 
Los  motores de combustión interna de los vehículos emiten varios tipos de gases y partículas que contaminan el medio ambiente, los productos que se emiten en mayor cantidad son: óxidos nitrosos (NOx),  monóxido de carbono (CO), dióxido de carbono (CO2), compuestos orgánicos volátiles y también macropartículas. 
A causa de su alto grado de industrialización y actividad económica de las industrias, los transportes que transcurren en los países desarrollados son responsable del 30% al 90% del total de los gases contaminantes emitidos por el tráfico en todo el mundo. Además de los gases mencionados también los motores a gasolina emiten compuestos de plomo y pequeñas cantidades de dióxido de azufre y de sulfuro de hidrógeno. Adicionalmente dado que los sistemas de frenos poseen partes construidas con amianto, al accionar el freno de un vehículo se liberan a la atmósfera pequeñas cantidades de amianto.
La razón por la que los motores de combustión interna contaminan es porque el combustible diésel y la gasolina contienen impurezas que se queman del todo en las cámaras de combustión. Las impurezas y el combustible no quemados por las altas temperaturas y la alta compresión se convierten en NOx SO2 CO pm CO2 y H2O e hidrocarburos. Si se quemara todo el combustible y este no tuviera impurezas, las únicas emisiones serían anhídrido carbónico, no tóxico, oxígeno y agua.
La relación teórica aire gasolina que la quemaría toda es 14,7:1 y esa es la relación que usa un convertidor catalítico de gasolina porque el diésel siempre tiene aire en exceso por eso no reduce los NOx.
- Combustión completa:

HC + O2 ----- CO2 + H2O + calor
- Combustión incompleta:

HC + O2 ----- CO + CO2 + H2O + Calor
Por otro lado también contribuye a la contaminación del suelo, debido a los residuos de las llantas en los pavimentos.

## Impacto de la calidad de los pavimentos en el consumo de combustible y las emisiones de CO2
La calidad de los pavimentos está directamente relacionada con el consumo de combustible y por lo tanto con las emisiones de dióxido de carbono (CO2). 
Un vehículo liviano de combustión interna emite en promedio alrededor de 143 gramos de dióxido de carbono CO2 por Kilómetro de recorrido según estudios de la AEMA (Agencia Europea De Medio Ambiente), estos valores son en condiciones ideales, es decir en caminos que tengan una calidad aceptable. 
Si tu manejas a velocidad constante en superficies irregulares (Valores de IRI elevados), el sistema de suspensión del vehículo produce un mayor movimiento debido a estas irregularidades, en otras palabras el trabajo mecánico disipado en el sistema de suspensión del vehículo es mayor comparado con una superficie sin irregularidades, esta disipación de energía afecta directamente a la resistencia al rodamiento, el hecho de necesitar mayor energía para moverte significa que todo el trabajo mecánico es compensado por la potencia del motor resultando en un  mayor consumo de combustible y por lo tanto mayor emisión de gases de efecto invernadero.

## Medidas  necesarias para reducir la contaminación
Numerosos países, han adoptado diversas medidas e iniciativas para reducir la contaminación que provoca el tráfico, en la mayoría de los casos (aunque no siempre), se reconoce que ello puede pasar por restringir en cierta medida el aumento del volumen total de tráfico, ya sea con medidas de urgencia durante algunos días, cuando la contaminación es demasiado alta, o mediante políticas más completas a largo plazo. La calidad del aire es uno de los motivos de políticas como la implantación de zonas peatonales en el centro de las ciudades, la limitación del tráfico y la creación de autopistas de peaje.
- Uso de otros medios de transporte. Bicicletas, transportes con motor eléctrico. Uso de transportes públicos.
- Uso de catalizadores. Los catalizadores limpian parte de las emisiones, pero no así el plomo, el dióxido de carbono ni las macropartículas.
- Uso de combustibles sin plomo. Hay plomo porque se añade a la gasolina para mejorar el rendimiento del motor. Es posible reducir su empleo aplicando diferenciales de precios.
- Medidas para reducir la emisión de dióxido de carbono. El dióxido de carbono es inevitable en los combustibles fósiles; su reducción depende de la utilización de otros combustibles, de mejorar la eficacia del combustible o de reducir el volumen de tráfico.